# Gustave Abel
Gustave Abel (8 novembre 1901 à Metz - 16 juillet 1988 à Salzbourg), est un spéléologue autrichien. Membre actif du Spéléo-club de France, il fut nommé « membre d'honneur » de la Fédération française de spéléologie en 1964.

## Biographie
Gustave Antoine Abel naît le 8 novembre 1901 à Metz, en Lorraine. Metz est alors une ville allemande, d'Alsace-Lorraine. La vocation spéléologique de Gustave Abel apparaît très tôt, en 1906, lorsque, âgé de six ans, il visite la grotte de Han-sur-Lesse, en Belgique. Sa famille déménage ensuite à Salzbourg en Autriche. 
En 1934, Gustave Abel met au point un système de relevé cadastral pour les grottes autrichiennes et allemandes, fondement d'un système adapté et étendu à l'identification de toutes les grottes par l'Association des spéléologues autrichiens. Un peu plus tard, en 1936, il s'inscrit comme membre actif du « Spéléo-club de France, » l'année où Robert de Joly transforme cette association en « Société spéléologique de France ». 
Après la Seconde Guerre mondiale, en 1953, Gustave Abel prend une part active dans l'organisation du premier « Congrès international de spéléologie », à Paris. Il devient ainsi l'un des plus anciens membres d'honneur de la « Fédération française de spéléologie ».
En mai 1985, Gustave Abel a été l'invité de la Fédération française de spéléologie, lors du XVIe congrès national de Saint-Nicolas-de-Port (Meurthe-et-Moselle) en Lorraine. Guidé par Jasmine Érard du Spéléo-club de Paris, il a pu découvrir la spéléologie française dans une région qui l'avait vu naître, mais dont il ne parlait pas la langue.
Gustave Abel décéda le 16 juillet 1988

## Carrière
Gustave Abel a exploré plus de 300 grottes, dont 150 nouvelles cavités, découvertes par ses soins. Dans le cadre de travaux destinés à améliorer l'alimentation en eau potable de la ville de Salzbourg, il a pu étudier en profondeur, le fonctionnement hydrologique des karsts alpins. Son activité ne se cantonne pas à l'Autriche, mais s'étend à l'Europe entière. Pour les explorations futurs, il a laissé plus de 200 plans de cavités, dressés d'après ses propres mesures, ainsi que de nombreux comptes rendus d'exploration, illustrés de nombreuses photographies.
Parmi ses explorations, on peut mentionner :
- dans les Tennengebirge : Eisriesenwelt, Eiskogelhöhle, Brunneckerhöhle, Frauenofen, Winnerfallhöhle, Grießkessel-Eishöhle ;
- dans l'Untersberg (de) : Salzburgerschacht, Fürstenbrunner-Quellhöhle, Großer Eiskeller, Windlöcher, Gamslöcher ;
- dans les Hagengebirge (de) : Tantalhöhle, Scheukofen, Brunnloch, Bärenhöhle.

Pendant de nombreuses années, Gustave Abel a organisé, avec l'Institut de spéléologie de Vienne, les fouilles de la Schlenken-Durchgangshöhle, un abri de chasse de l'âge de la pierre. Enfin, il a mis en place une section de spéléologie à la Maison de la nature de Salzbourg. 
Gustave Abel a par ailleurs collecté, dans les grottes et les excavations abandonnées, des données sur les chauves-souris baguées, données qui ont permis de déterminer l'espérance de vie de ces animaux.

## Publications
Livre
- Salzburger Gitter erzählen : Kleine Metaphysik schmiedeeiserner Kunst, MM-Verl, Salzburg, 1965.
- Im Reich der Höhlen, Lux-Lesebogen , Munich, 1949.

## Sources
Bibliographie
- (de) Albert Ausobsky: in dankbarem Gedenken unserem Altobmann Gustave Antoine Abel, Atlantis 2/1988 (Publikation des Landesvereines für Höhlenkunde Salzburg)
- (de) Albert Ausobsky : « In dankbarem Gedenken unserem Altobmann Gustave Antoine Abel », dans Atlantis, no 2, 1988.
- (de) Im Reich der Höhlen, collection Natur- und Kulturkundliche Hefte no 67, éditions Lux-Lesebogen.
- (fr) Norbert Casteret, Mes cavernes, broché, 12 cm x 18,5 cm, 276 p., éditions librairie académique Perrin, Paris, 1942 (réédition en 1947).

Articles
- Abel, Gustave (1901-1988), in : Spelunca n°31, juil.-sept. 1988.
- « Les grandes figures disparues de la spéléologie française », Spelunca (Spécial Centenaire de la Spéléologie), no 31,‎ juillet-septembre 1988, p. 14 (lire en ligne)
- Damien Delanghe ; Médailles et distinctions honorifiques (document PDF), in : Les Cahiers du CDS no 12, mai 2001.
- Association des anciens responsables de la fédération française de spéléologie : In Memoriam.